# Przewodniczący Zgromadzenia Narodowego (Francja)
Zgromadzenie Narodowe jest niższą izbą francuskiego parlamentu. Izba powstała w 1789 roku tuż po zwołaniu Stanów Generalnych. W czasie rewolucji w bardzo szybkim tempie następowała zmiana na stanowisku przewodniczącego izb parlamentu. Wraz z nadejściem dyrektoriatu we Francji powstały dwie izby parlamentu. Niższa izba, Rada Pięciuset także miała problem z częstymi zmianami na stanowiskach przewodniczących co utrudniało jej prace. Za czasów Napoleona Bonapartego zamiast Zgromadzenia Narodowego, powstał Korpus Legislacyjny, który miał na celu uzupełniać braki w tworzeniu prawa. W rzeczywistości organ ten miał za mało siły aby móc sprawować władze legislacyjną. Wraz z nadejściem restauracji przywrócony został bikameralny system z Izbą Parów oraz Izbą Deputowanych. w Izbie Deputowanych pierwszy raz w historii przewodniczący izby został wybrany na zasadzie elekcji dokonanej przez posłów.
W 1848 wybuchła rewolucja a monarchistyczne izby zostały zastąpione jedną, Zgromadzeniem Narodowym którą Napoleon III zastąpił ponownie Korpusem Legislacyjnym. Wraz z utworzeniem III Republiki, Izba Deputowanych została przywrócona wraz z Senatem jako izba wyższa. Izba Deputowanych została przemianowana na Zgromadzenie Narodowe za czasów IV Republiki i obecnej formie funkcjonuje do dziś.

## Przewodniczący Zgromadzenia Narodowego w latach 1789–1791
| #    | Imię i Nazwisko                                                  | Portret | Kadencja             | Kadencja             |
| #    | Imię i Nazwisko                                                  | Portret | Od                   | Do                   |
| ---- | ---------------------------------------------------------------- | ------- | -------------------- | -------------------- |
| 1    | Jean Sylvain Bailly (1736–1793)                                  |         | 17 czerwca 1789      | 3 lipca 1789         |
| -    | Ludwik Filip Józef Burbon-Orleański (1747–1793)                  |         | 3 lipca 1789         | 3 lipca 1789         |
| 2    | Jean Georges Lefranc de Pompignan (1715–1790)                    |         | 3 lipca 1789         | 17 lipca 1789        |
| 3    | François XII de La Rochefoucauld (1747–1827)                     |         | 18 lipca 1789        | 2 sierpnia 1789      |
| -    | Jacques Guillaume Thouret (1746–1794)                            |         | 3 sierpnia 1789      | 3 sierpnia 1789      |
| 4    | Isaac René Guy le Chapelier (1754–1794)                          |         | 3 sierpnia 1789      | 16 sierpnia 1789     |
| 5    | Stanislas Marie Adélaïde (1747–1792)                             |         | 17 sierpnia 1789     | 30 sierpnia 1789     |
| 6    | César-Guillaume de la Luzerne (1738–1821)                        |         | 31 sierpnia 1789     | 13 września 1789     |
| (5)  | Stanislas Marie Adélaïde (1747–1792)                             |         | 14 września 1789     | 27 września 1789     |
| 7    | Jean Joseph Mounier (1758–1806)                                  |         | 28 września 1789     | 9 października 1789  |
| 8    | Emmanuel Marie Michel Philippe Fréteau de Saint-Just (1745–1794) |         | 10 października 1789 | 27 października 1789 |
| 9    | Armand Gaston Camus (1740–1804)                                  |         | 28 października 1789 | 11 listopada 1789    |
| 10   | Jacques Guillaume Thouret (1746–1794)                            |         | 12 listopada 1789    | 22 listopada 1789    |
| 11   | Jean-de-Dieu-Raymond de Boisgelin de Cucé (1732–1804)            |         | 23 listopada 1789    | 4 grudnia 1789       |
| (8)  | Emmanuel Marie Michel Philippe Fréteau de Saint-Just (1745–1794) |         | 5 grudnia 1789       | 21 grudnia 1789      |
| 12   | Jean Nicolas Démeunier (1751–1814)                               |         | 22 grudnia 1789      | 3 stycznia 1790      |
| 13   | François Xavier Marc Antoine de Montesquiou-Fézensac (1756–1832) |         | 4 stycznia 1790      | 17 stycznia 1790     |
| 14   | Guy Jean Baptiste Target (1733–1806)                             |         | 18 stycznia 1790     | 1 lutego 1790        |
| 15   | Jean Xavier Bureau de Pusy (1750–1806)                           |         | 2 lutego 1790        | 15 lutego 1790       |
| 16   | Charles-Maurice de Talleyrand-Périgord (1754–1838)               |         | 16 lutego 1790       | 27 lutego 1790       |
| 17   | François Xavier de Montesquiou-Fezensac (1757–1832)              |         | 28 lutego 1790       | 14 marca 1790        |
| 18   | Jean-Paul Rabaut Saint-Étienne (1743–1793)                       |         | 15 marca 1790        | 26 marca 1790        |
| 19   | Jacques-François de Menou (1750–1810)                            |         | 27 marca 1790        | 11 kwietnia 1790     |
| 20   | Charles-François de Bonnay (1750–1825)                           |         | 12 kwietnia 1790     | 26 kwietnia 1790     |
| 21   | François-Henri de Virieu (1754–1793)                             |         | 27 kwietnia 1790     | 28 kwietnia 1790     |
| 22   | Jean-Louis Gouttes (1739–1794)                                   |         | 29 kwietnia 1790     | 7 maja 1790          |
| (10) | Jacques Guillaume Thouret (1746–1794)                            |         | 8 maja 1790          | 26 maja 1790         |
| 23   | Bon Albert Briois de Beaumetz (1755–1801)                        |         | 27 maja 1790         | 7 czerwca 1790       |
| 24   | Emmanuel-Joseph Sieyès (1748–1836)                               |         | 8 czerwca 1790       | 20 czerwca 1790      |
| 25   | Louis-Michel Lepeletier de Saint-Fargeau (1760–1793)             |         | 21 czerwca 1790      | 4 lipca 1790         |
| (20) | Charles-François de Bonnay (1750–1825)                           |         | 5 lipca 1790         | 19 lipca 1790        |
| 26   | Jean Baptiste Treilhard (1742–1810)                              |         | 20 lipca 1790        | 30 lipca 1790        |
| 27   | Antoine Balthazar Joseph d’André (1759–1825)                     |         | 31 lipca 1790        | 15 sierpnia 1790     |
| 28   | Pierre Samuel du Pont de Nemours (1739–1817)                     |         | 16 sierpnia 1790     | 29 sierpnia 1790     |
| 29   | Joseph-Henri baron de Jessé (1755–1794)                          |         | 30 sierpnia 1790     | 10 września 1790     |
| (15) | Jean Xavier Bureau de Pusy (1750–1806)                           |         | 11 września 1790     | 24 września 1790     |
| 30   | Jean-Louis Emmery (1742–1823)                                    |         | 25 września 1790     | 8 października 1790  |
| 31   | Philippe-Antoine Merlin de Douai (1754–1838)                     |         | 9 października 1790  | 24 października 1790 |
| 32   | Antoine Barnave (1761–1793)                                      |         | 25 października 1790 | 7 listopada 1790     |
| 33   | Charles Antoine Chasset (1745–1824)                              |         | 8 listopada 1790     | 19 listopada 1790    |
| 34   | Alexandre de Lameth (1760–1829)                                  |         | 20 listopada 1790    | 3 grudnia 1790       |
| 35   | Jérôme Pétion de Villeneuve (1756–1794)                          |         | 4 grudnia 1790       | 20 grudnia 1790      |
| -    | Charles-François de Bonnay (1750–1825)                           |         | 20 grudnia 1790      | 20 grudnia 1790      |
| (27) | Antoine Balthazar Joseph d’André (1759–1825)                     |         | 21 grudnia 1790      | 3 stycznia 1791      |
| (30) | Jean-Louis Emmery (1742–1823)                                    |         | 4 stycznia 1791      | 17 stycznia 1791     |
| 36   | Henri Grégoire (1750–1831)                                       |         | 19 stycznia 1791     | 28 stycznia 1791     |
| 37   | Honoré Gabriel Riqueti de Mirabeau (1749–1791)                   |         | 29 stycznia 1791     | 13 lutego 1791       |
| 38   | Adrien Duport (1759–1798)                                        |         | 14 lutego 1791       | 25 lutego 1791       |
| 39   | Louis Marc Antoine de Noailles (1756–1804)                       |         | 26 lutego 1791       | 13 marca 1791        |
| 40   | Anne-Pierre de Montesquiou-Fézensac (1739–1798)                  |         | 14 marca 1791        | 29 marca 1791        |
| 41   | François Denis Tronchet (1726–1806)                              |         | 30 marca 1791        | 8 kwietnia 1791      |
| 42   | Jean-Baptiste-Charles Chabroud (1750–1816)                       |         | 9 kwietnia 1791      | 22 kwietnia 1791     |
| 43   | Jean-François Reubell (1747–1807)                                |         | 23 kwietnia 1791     | 8 maja 1791          |
| (27) | Antoine Balthazar Joseph d’André (1759–1825)                     |         | 9 maja 1791          | 23 maja 1791         |
| (15) | Jean Xavier Bureau de Pusy (1750–1806)                           |         | 24 maja 1791         | 5 czerwca 1791       |
| 44   | Luc-Jacques-Édouard Dauchy (1757–1817)                           |         | 6 czerwca 1791       | 18 czerwca 1791      |
| 45   | Aleksander de Beauharnais (1760–1794)                            |         | 19 czerwca 1791      | 2 lipca 1791         |
| 46   | Charles-Malo de Lameth (1757–1832)                               |         | 3 lipca 1791         | 18 lipca 1791        |
| 47   | Jacques Defermon (1752–1831)                                     |         | 19 lipca 1791        | 29 lipca 1791        |
| (45) | Aleksander de Beauharnais (1760–1794)                            |         | 30 lipca 1791        | 12 sierpnia 1791     |
| 48   | Victor de Broglie (1756–1794)                                    |         | 14 sierpnia 1791     | 26 sierpnia 1791     |
| 49   | Théodore Vernier (1731–1818)                                     |         | 27 sierpnia 1791     | 9 września 1791      |
| (10) | Jacques Guillaume Thouret (1746–1794)                            |         | 12 września 1791     | 30 września 1791     |

## Przewodniczący Zgromadzenia Legislacyjnego w latach 1791–1792
| #  | Imię i Nazwisko                                   | Portret | Kadencja             | Kadencja             |
| #  | Imię i Nazwisko                                   | Portret | Od                   | Do                   |
| -- | ------------------------------------------------- | ------- | -------------------- | -------------------- |
| 1  | Claude Batault (1716–1793)                        |         | 1 października 1791  | 3 października 1791  |
| 2  | Emmanuel de Pastoret (1755–1840)                  |         | 3 października 1791  | 16 października 1791 |
| 3  | Jean-Baptiste Louis Ducastel (1740–1799)          |         | 17 października 1791 | 29 października 1791 |
| 4  | Pierre Vergniaud (1753–1793)                      |         | 30 października 1791 | 14 listopada 1791    |
| 5  | Vincent-Marie Viénot de Vaublanc (1756–1845)      |         | 15 listopada 1791    | 27 listopada 1791    |
| 6  | Bernard Germain de Lacépède (1756–1825)           |         | 28 listopada 1791    | 9 grudnia 1791       |
| 7  | Pierre-Édouard Lémontey (1762–1826)               |         | 10 grudnia 1791      | 25 grudnia 1791      |
| 8  | Nicolas François de Neufchâteau (1750–1828)       |         | 26 grudnia 1791      | 7 stycznia 1792      |
| 9  | Jean Antoine d’Averhoult (1756–1792)              |         | 8 stycznia 1792      | 21 stycznia 1792     |
| 10 | Marguerite Guadet (1755–1794)                     |         | 22 stycznia 1792     | 4 lutego 1792        |
| 11 | Nicolas de Condorcet (1743–1794)                  |         | 5 lutego 1792        | 18 lutego 1792       |
| 12 | Mathieu Dumas (1753–1837)                         |         | 19 lutego 1792       | 3 marca 1792         |
| 13 | Louis-Bernard Guyton de Morveau (1737–1816)       |         | 4 marca 1792         | 17 marca 1792        |
| 14 | Armand Gensonné (1758–1793)                       |         | 18 marca 1792        | 1 kwietnia 1792      |
| 15 | Claude Dorizy (1741–1814)                         |         | 2 kwietnia 1792      | 14 kwietnia 1792     |
| 16 | Félix Julien Jean Bigot de Préameneu (1747–1825)  |         | 15 kwietnia 1792     | 28 kwietnia 1792     |
| 17 | Jean-Girard Lacuée (1752–1841)                    |         | 29 kwietnia 1792     | 12 maja 1792         |
| 18 | Honoré Muraire (1750–1837)                        |         | 13 maja 1792         | 26 maja 1792         |
| 19 | François-Alexandre Tardiveau (1761–1833)          |         | 27 maja 1792         | 9 czerwca 1792       |
| 20 | Antoine Français de Nantes (1756–1836)            |         | 10 czerwca 1792      | 23 czerwca 1792      |
| 21 | Louis Stanislas de Girardin (1762–1827)           |         | 24 czerwca 1792      | 7 lipca 1792         |
| 22 | Jean-Baptiste Annibal Aubert du Bayet (1757–1797) |         | 8 lipca 1792         | 22 lipca 1792        |
| 23 | André-Daniel Laffon de Ladebat (1746–1829)        |         | 23 lipca 1792        | 6 sierpnia 1792      |
| 24 | Jean-François Merlet (1761–1830)                  |         | 7 sierpnia 1792      | 18 sierpnia 1792     |
| 25 | Jean-François Delacroix (1753–1794)               |         | 19 sierpnia 1792     | 1 września 1792      |
| 26 | Marie-Jean Hérault de Séchelles (1759–1794)       |         | 2 września 1792      | 15 września 1792     |
| 27 | Pierre Joseph Cambon (1756–1820)                  |         | 16 września 1792     | 19 września 1792     |

## Przewodniczący Konwencji Narodowej w latach 1792–1795
| #    | Imię i Nazwisko                                     | Portret | Kadencja             | Kadencja             |
| #    | Imię i Nazwisko                                     | Portret | Od                   | Do                   |
| ---- | --------------------------------------------------- | ------- | -------------------- | -------------------- |
| 1    | Jérôme Pétion de Villeneuve (1756–1794)             |         | 21 września 1792     | 3 października 1792  |
| 2    | Jean-François Delacroix (1753–1794)                 |         | 4 października 1792  | 17 października 1792 |
| 3    | Marguerite Guadet (1755–1794)                       |         | 18 października 1792 | 31 października 1792 |
| 4    | Marie-Jean Hérault de Séchelles (1759–1794)         |         | 1 listopada 1792     | 14 listopada 1792    |
| 5    | Henri Grégoire (1750–1831)                          |         | 15 listopada 1792    | 28 listopada 1792    |
| 6    | Bertrand Barère de Vieuzac (1755–1841)              |         | 29 listopada 1792    | 12 grudnia 1792      |
| 7    | Jacques Defermon (1752–1831)                        |         | 13 grudnia 1792      | 26 grudnia 1792      |
| 8    | Jean Baptiste Treilhard (1742–1810)                 |         | 27 grudnia 1792      | 9 stycznia 1793      |
| 9    | Pierre Vergniaud (1753–1793)                        |         | 10 stycznia 1793     | 23 stycznia 1793     |
| 10   | Jean-Paul Rabaut Saint-Étienne (1743–1793)          |         | 24 stycznia 1793     | 6 lutego 1793        |
| 11   | Jean-Jacques Bréard (1751–1840)                     |         | 7 lutego 1793        | 20 lutego 1793       |
| 12   | Edmond Louis Alexis Dubois-Crancé (1747–1814)       |         | 21 lutego 1793       | 6 marca 1793         |
| 13   | Armand Gensonné (1758–1793)                         |         | 7 marca 1793         | 20 marca 1793        |
| 14   | Jean Debry (1760–1834)                              |         | 21 marca 1793        | 3 kwietnia 1793      |
| 15   | Jean-François-Bertrand Delmas (1751–1798)           |         | 4 kwietnia 1793      | 17 kwietnia 1793     |
| 16   | Marc David Alba Lasource (1763–1793)                |         | 18 kwietnia 1793     | 1 maja 1793          |
| 17   | Jean-Baptiste Boyer-Fonfrède (1760–1793)            |         | 2 maja 1793          | 15 maja 1793         |
| 18   | Maximin Isnard (1758–1825)                          |         | 16 maja 1793         | 29 maja 1793         |
| 19   | François René Auguste Mallarmé (1755–1831)          |         | 30 maja 1793         | 12 czerwca 1793      |
| 20   | Jean-Marie Collot d’Herbois (1749–1796)             |         | 13 czerwca 1793      | 26 czerwca 1793      |
| 21   | Jacques-Alexis Thuriot de la Rosière (1753–1829)    |         | 27 czerwca 1793      | 10 lipca 1793        |
| 22   | Jeanbon Saint-André (1749–1813)                     |         | 11 lipca 1793        | 24 lipca 1793        |
| 23   | Georges Danton (1759–1794)                          |         | 25 lipca 1793        | 7 sierpnia 1793      |
| (4)  | Marie-Jean Hérault de Séchelles (1759–1794)         |         | 8 sierpnia 1793      | 21 sierpnia 1793     |
| 24   | Maximilien de Robespierre (1758–1794)               |         | 22 sierpnia 1793     | 4 września 1793      |
| 25   | Jacques Nicolas Billaud-Varenne (1756–1819)         |         | 5 września 1793      | 18 września 1793     |
| 26   | Pierre Joseph Cambon (1756–1820)                    |         | 19 września 1793     | 2 października 1793  |
| 27   | Louis-Joseph Charlier (1754–1797)                   |         | 3 października 1793  | 21 października 1793 |
| 28   | Moyse Bayle (1755–1815)                             |         | 22 października 1793 | 5 listopada 1793     |
| 29   | Pierre Antoine Laloy (1749–1846)                    |         | 6 listopada 1793     | 21 listopada 1793    |
| 30   | Gilbert Romme (1750–1795)                           |         | 21 listopada 1793    | 6 grudnia 1793       |
| 31   | Jean-Henri Voulland (1751–1801)                     |         | 6 grudnia 1793       | 21 grudnia 1793      |
| 32   | Georges Couthon (1755–1794)                         |         | 21 grudnia 1793      | 5 stycznia 1794      |
| 33   | Jacques-Louis David (1748–1825)                     |         | 6 stycznia 1794      | 20 stycznia 1794     |
| 34   | Marc Vadier (1736–1828)                             |         | 21 stycznia 1794     | 4 lutego 1794        |
| 35   | Joseph-Nicolas Barbeau du Barran (1761–1816)        |         | 4 lutego 1794        | 18 lutego 1794       |
| 36   | Louis de Saint-Just (1767–1794)                     |         | 19 lutego 1794       | 5 marca 1794         |
| 37   | Philippe Rühl (1737–1795)                           |         | 6 marca 1794         | 21 marca 1794        |
| 38   | Jean-Lambert Tallien (1767–1820)                    |         | 22 marca 1794        | 5 kwietnia 1794      |
| 39   | Jean-Pierre-André Amar (1755–1816)                  |         | 6 kwietnia 1794      | 20 kwietnia 1794     |
| 40   | Robert Lindet (1746–1825)                           |         | 21 kwietnia 1794     | 5 maja 1794          |
| 41   | Lazare Nicolas Marguerite Carnot (1753–1823)        |         | 5 maja 1794          | 20 maja 1794         |
| 42   | Claude-Antoine Prieur-Duvernois (1763–1832)         |         | 20 maja 1794         | 4 czerwca 1794       |
| (24) | Maximilien de Robespierre (1758–1794)               |         | 4 czerwca 1794       | 19 czerwca 1794      |
| 43   | Élie Lacoste (1745–1806)                            |         | 19 czerwca 1794      | 5 lipca 1794         |
| 44   | Jean-Antoine Louis (1742–1796)                      |         | 5 lipca 1794         | 19 lipca 1794        |
| 45   | Jean-Marie Collot d’Herbois (1749–1796)             |         | 19 lipca 1794        | 3 sierpnia 1794      |
| 46   | Philippe-Antoine Merlin de Douai (1754–1838)        |         | 3 sierpnia 1794      | 17 sierpnia 1794     |
| 47   | Merlin de Thionville (1762–1833)                    |         | 18 sierpnia 1794     | 2 września 1794      |
| 48   | André Antoine Bernard (1751–1818)                   |         | 3 września 1794      | 21 września 1794     |
| 49   | André Dumont (1764–1838)                            |         | 22 września 1794     | 6 października 1794  |
| 50   | Jean Jacques Régis de Cambacérès (1753–1824)        |         | 7 października 1794  | 22 października 1794 |
| 51   | Pierre Louis Prieur (1756–1827)                     |         | 22 października 1794 | 6 listopada 1794     |
| 52   | Louis Legendre (1752–1797)                          |         | 7 listopada 1794     | 24 listopada 1794    |
| 53   | Jean-Baptiste Clauzel (1746–1803)                   |         | 25 listopada 1794    | 5 grudnia 1794       |
| 54   | Jean-François Reubell (1747–1807)                   |         | 7 grudnia 1794       | 21 grudnia 1794      |
| 55   | Pierre-Louis Bentabole (1756–1798)                  |         | 21 grudnia 1794      | 6 stycznia 1795      |
| 56   | Étienne-François Letourneur (1751–1817)             |         | 6 stycznia 1795      | 20 stycznia 1795     |
| 57   | Stanislas Joseph François Xavier Rovère (1748–1798) |         | 20 stycznia 1795     | 4 lutego 1795        |
| 58   | Paul Barras (1755–1829)                             |         | 4 lutego 1795        | 19 lutego 1795       |
| 59   | François Louis Bourdon (1758–1798)                  |         | 19 lutego 1795       | 5 marca 1795         |
| 60   | Antoine Claire Thibaudeau (1765–1854)               |         | 6 marca 1795         | 25 marca 1795        |
| 61   | Jean Pelet (1759–1842)                              |         | 26 marca 1795        | 5 kwietnia 1795      |
| 62   | François Antoine de Boissy d’Anglas (1756–1826)     |         | 5 kwietnia 1795      | 18 kwietnia 1795     |
| 63   | Emmanuel-Joseph Sieyès (1748–1836)                  |         | 18 kwietnia 1795     | 4 maja 1795          |
| 64   | Théodore Vernier (1731–1818)                        |         | 5 maja 1795          | 24 maja 1795         |
| 65   | Jean-Baptiste Charles Matthieu (1763–1833)          |         | 25 maja 1795         | 2 czerwca 1795       |
| 66   | Jean-Denis Lanjuinais (1753–1827)                   |         | 5 czerwca 1795       | 18 czerwca 1795      |
| 67   | Jean-Baptiste Louvet de Couvrai (1760–1797)         |         | 19 czerwca 1795      | 4 lipca 1795         |
| 68   | Louis-Gustave Doulcet de Pontécoulant (1764–1853)   |         | 5 lipca 1795         | 19 lipca 1795        |
| 69   | Louis Marie de La Révellière-Lépeaux (1753–1824)    |         | 20 lipca 1795        | 3 sierpnia 1795      |
| 70   | Pierre Daunou (1761–1840)                           |         | 4 sierpnia 1795      | 18 sierpnia 1795     |
| 71   | Marie-Joseph Chénier (1764–1811)                    |         | 20 sierpnia 1795     | 2 września 1795      |
| 72   | Théophile Berlier (1761–1844)                       |         | 3 września 1795      | 23 września 1795     |
| 78   | Pierre-Charles-Louis Baudin (1748–1799)             |         | 24 września 1795     | 8 października 1795  |
| 79   | Jean Joseph Victor Génissieu (1749–1804)            |         | 9 października 1795  | 26 października 1795 |

## Legenda
- tymczasowo

| #    | Imię i Nazwisko                                     | Portret | Kadencja             | Kadencja             |
| #    | Imię i Nazwisko                                     | Portret | Od                   | Do                   |
| ---- | --------------------------------------------------- | ------- | -------------------- | -------------------- |
| 1    | Pierre Daunou (1761–1840)                           |         | 28 października 1795 | 21 listopada 1795    |
| 2    | Marie-Joseph Chénier (1764–1811)                    |         | 22 listopada 1795    | 21 grudnia 1795      |
| 3    | Jean Baptiste Treilhard (1742–1810)                 |         | 22 grudnia 1795      | 20 stycznia 1796     |
| 4    | Armand Gaston Camus (1740–1804)                     |         | 21 stycznia 1796     | 19 lutego 1796       |
| 5    | Antoine Claire Thibaudeau (1765–1854)               |         | 20 lutego 1796       | 20 marca 1796        |
| 6    | Louis Gustave Doulcet de Pontécoulant (1764–1853)   |         | 21 marca 1796        | 19 kwietnia 1796     |
| 7    | Aaron Jean François Crassous (1746–1801)            |         | 20 kwietnia 1796     | 19 maja 1796         |
| 8    | Jacques Defermon (1752–1831)                        |         | 20 maja 1796         | 18 czerwca 1796      |
| 9    | Jean Pelet (1759–1842)                              |         | 19 czerwca 1796      | 18 lipca 1796        |
| 10   | François Antoine de Boissy d’Anglas (1756–1826)     |         | 19 lipca 1796        | 17 sierpnia 1796     |
| 11   | Emmanuel de Pastoret (1755–1840)                    |         | 18 sierpnia 1796     | 21 września 1796     |
| 12   | Charles Antoine Chasset (1745–1824)                 |         | 22 września 1796     | 21 października 1796 |
| 13   | Jean Jacques Régis de Cambacérès (1753–1824)        |         | 22 października 1796 | 20 listopada 1796    |
| 14   | Nicolas Marie Quinette (1762–1821)                  |         | 21 listopada 1796    | 20 grudnia 1797      |
| 15   | Jean Antoine Debry (1760–1834)                      |         | 21 grudnia 1796      | 19 stycznia 1797     |
| 16   | François Marie Joseph Riou de Kersalaün (1765–1811) |         | 20 stycznia 1797     | 18 lutego 1797       |
| 17   | Pierre Antoine Lalloy (1749–1846)                   |         | 19 lutego 1797       | 20 marca 1797        |
| 18   | Michel Mathieu Lecointe-Puyraveau (1764–1824)       |         | 21 marca 1797        | 21 kwietnia 1797     |
| 19   | François Lamarque (1753–1839)                       |         | 21 kwietnia 1797     | 19 maja 1797         |
| 20   | Jean Charles Pichegru (1761–1804)                   |         | 20 maja 1797         | 18 czerwca 1797      |
| 21   | Pierre Henry-Larivière (1761–1838)                  |         | 19 czerwca 1797      | 18 lipca 1797        |
| 22   | Joseph Vincent Dumolard (1766–1819)                 |         | 19 lipca 1797        | 17 sierpnia 1797     |
| 23   | Joseph Jérôme Siméon (1749–1842)                    |         | 18 sierpnia 1797     | 21 września 1797     |
| −    | François Lamarque (1753–1839)                       |         | 18 sierpnia 1797     | 21 września 1797     |
| 24   | Jean-Baptiste Jourdan (1762–1833)                   |         | 22 września 1797     | 21 października 1797 |
| 25   | François-Toussaint Villers (1749–1807)              |         | 22 października 1797 | 20 listopada 1797    |
| 26   | Emmanuel-Joseph Sieyès (1748–1836)                  |         | 21 listopada 1797    | 20 grudnia 1797      |
| 27   | Antoine Boulay de la Meurthe (1761–1840)            |         | 21 grudnia 1797      | 19 stycznia 1798     |
| 28   | Jacques-Charles Bailleul (1762–1843)                |         | 20 stycznia 1798     | 18 lutego 1798       |
| 29   | Antoine-François Hardy (1748–1823)                  |         | 19 lutego 1798       | 20 marca 1798        |
| 30   | Alexis François Pison de Galand (1747–1826)         |         | 21 marca 1798        | 19 kwietnia 1798     |
| 31   | Joseph Clément Poullain de Grandprey (1744–1826)    |         | 20 kwietnia 1798     | 19 maja 1798         |
| 32   | Jacques Antoine Creuzé-Latouche (1749–1800)         |         | 20 maja 1798         | 18 czerwca 1798      |
| (2)  | Marie-Joseph Chénier (1764–1811)                    |         | 19 czerwca 1798      | 19 lipca 1798        |
| (18) | Michel Mathieu Lecointe-Puyraveau (1764–1824)       |         | 20 lipca 1798        | 17 sierpnia 1798     |
| (1)  | Pierre Daunou (1761–1840)                           |         | 18 sierpnia 1798     | 21 września 1798     |
| (24) | Jean-Baptiste Jourdan (1762–1833)                   |         | 22 września 1798     | 21 października 1798 |
| 33   | Dieudonné Dubois (1759–1804)                        |         | 22 października 1798 | 20 listopada 1798    |
| 34   | Jean Julien Michel Savary (1753–1839)               |         | 21 listopada 1798    | 20 grudnia 1798      |
| 35   | Théophile Berlier (1761–1844)                       |         | 21 grudnia 1798      | 19 stycznia 1799     |
| 36   | Jean-Baptiste Leclerc (1756–1826)                   |         | 20 stycznia 1799     | 18 lutego 1799       |
| 37   | Gabriel Malès (1755–1837)                           |         | 19 lutego 1799       | 20 marca 1799        |
| 38   | Philippe-Laurent Pons (1759–1844)                   |         | 21 marca 1799        | 19 kwietnia 1799     |
| 39   | Jean-Marie Heurtault de Lamerville (1740–1810)      |         | 20 kwietnia 1799     | 19 maja 1799         |
| 15   | Jean Antoine Debry (1760–1834)                      |         | 20 maja 1799         | 18 czerwca 1799      |
| 40   | Jean Joseph Victor Génissieu (1749–1804)            |         | 19 czerwca 1799      | 18 lipca 1799        |
| 41   | Jean-Baptiste Quirot (1757–1820)                    |         | 19 lipca 1799        | 17 sierpnia 1799     |
| (27) | Antoine Boulay de la Meurthe (1761–1840)            |         | 18 sierpnia 1799     | 22 września 1799     |
| 42   | Jean-Pierre Chazal (1766–1840)                      |         | 23 września 1799     | 22 października 1799 |
| 43   | Lucjan Bonaparte (1775–1840)                        |         | 23 października 1799 | 12 listopada 1799    |
| (27) | Antoine Boulay de la Meurthe (1761–1840)            |         | 22 listopada 1799    | 21 grudnia 1799      |
| 44   | Pierre Daunou (1761–1840)                           |         | 22 grudnia 1799      | 26 grudnia 1799      |
| 44   | Jean-Ignace Jacqueminot (1754–1813)                 |         | 22 grudnia 1799      | 26 grudnia 1799      |

## Przewodniczący Korpusu Legislacyjnego w latach 1800–1814
| #  | Imię i Nazwisko                                   | Portret | Kadencja          | Kadencja          |
| #  | Imię i Nazwisko                                   | Portret | Od                | Do                |
| -- | ------------------------------------------------- | ------- | ----------------- | ----------------- |
| 1  | Jean-Baptiste Perrin des Vosges (1754–1815)       |         | 1 stycznia 1800   | 21 stycznia 1800  |
| 2  | Jean-Pierre Duval (1754–1817)                     |         | 21 stycznia 1800  | 5 lutego 1800     |
| 3  | Henri Grégoire (1750–1831)                        |         | 5 lutego 1800     | 20 lutego 1800    |
| 4  | Jean Baptiste Girot-Pouzol (1753–1822)            |         | 20 lutego 1800    | 7 marca 1800      |
| 5  | Claude-Pierre de Delay d’Agier (1750–1827)        |         | 7 marca 1800      | 22 marca 1800     |
| 6  | Isaac Tarteyron (1769–1814)                       |         | 22 marca 1800     | 31 marca 1800     |
| 7  | Pierre-Jacques-Samuel Chatry-Lafosse (1737–1814)  |         | 22 listopada 1800 | 7 grudnia 1800    |
| 8  | Alexis-François Pison du Galand (1747–1826)       |         | 7 grudnia 1800    | 22 grudnia 1800   |
| 9  | Antoine Bourg-Laprade (1736–1816)                 |         | 22 grudnia 1800   | 6 stycznia 1801   |
| 10 | Jean-Jacques Bréard (1751–1840)                   |         | 6 stycznia 1801   | 21 stycznia 1801  |
| 11 | Jean-François Rossée (1745–1832)                  |         | 21 stycznia 1801  | 5 lutego 1801     |
| 12 | Jacques Poisson de Coudreville (1746–1821)        |         | 5 lutego 1801     | 20 lutego 1801    |
| 13 | Jean-Baptiste Leclerc (1756–1826)                 |         | 20 lutego 1801    | 7 marca 1801      |
| 14 | François-Joseph Lefebvre-Cayet (1748–1811)        |         | 7 marca 1801      | 21 marca 1801     |
| 15 | Charles-François Dupuis (1742–1809)               |         | 22 listopada 1801 | 7 grudnia 1801    |
| 16 | Jean-François Barailon (1743–1816)                |         | 7 grudnia 1801    | 22 grudnia 1801   |
| 17 | Pierre-Louis Lefebvre-Laroche                     |         | 22 grudnia 1801   | 6 stycznia 1802   |
| 18 | Nicolas-Bernard Belzais-Courménil (1747–1804)     |         | 6 stycznia 1802   | 21 stycznia 1802  |
| 19 | Joseph Pemartin (1754–1842)                       |         | 21 stycznia 1802  | 5 lutego 1802     |
| 20 | Denis Couzard (1746–1818)                         |         | 5 lutego 1802     | 20 lutego 1802    |
| 21 | Louis Ramond de Carbonnières (1755–1827)          |         | 20 lutego 1802    | 7 marca 1802      |
| 22 | Jacques François Laurent Devisme (1749–1830)      |         | 7 marca 1802      | 22 marca 1802     |
| 23 | Jean-François Joseph Marcorelle (1760–1829)       |         | 5 kwietnia 1802   | 21 kwietnia 1802  |
| 24 | François Lobjoy (1743–1807)                       |         | 21 kwietnia 1802  | 6 maja 1802       |
| 25 | Pierre-Antoine Rabaut-Dupuis (1746–1808)          |         | 6 maja 1802       | 20 maja 1802      |
| 26 | François-Pascal Delattre (1749–1834)              |         | 21 lutego 1803    | 7 marca 1803      |
| 27 | Jean-François Méric (1756–1816)                   |         | 7 marca 1803      | 22 marca 1803     |
| 28 | Jean-Louis Girod de l’Ain (1753–1839)             |         | 22 marca 1803     | 6 kwietnia 1803   |
| 29 | Marie-Félix Faulcon (1758–1843)                   |         | 6 kwietnia 1803   | 21 kwietnia 1803  |
| 30 | Vincent-Marie de Vaublanc (1756–1845)             |         | 21 kwietnia 1803  | 7 maja 1803       |
| 31 | François Lagrange (1754–1816)                     |         | 7 maja 1803       | 21 maja 1803      |
| 32 | Jérôme Reynaud de Bologne de Lascours (1761–1835) |         | 21 maja 1803      | 28 maja 1803      |
| 33 | Louis de Fontanes (1757–1821)                     |         | 10 stycznia 1804  | 24 stycznia 1810  |
| 34 | Pierre de Montesquiou-Fezensac (1764–1834)        |         | 24 stycznia 1810  | 23 listopada 1813 |
| 35 | Claude Ambroise Régnier (1736–1814)               |         | 23 listopada 1813 | 4 czerwca 1814    |

## Przewodniczący Izby Deputowanych w latach 1814–1815
| # | Imię i Nazwisko                        | Portret | Kadencja        | Kadencja      |
| # | Imię i Nazwisko                        | Portret | Od              | Do            |
| - | -------------------------------------- | ------- | --------------- | ------------- |
| 1 | Joseph-Henri-Joachim Lainé (1768–1835) |         | 11 czerwca 1814 | 20 marca 1815 |

## Przewodniczący Izby Reprezentantów 1815
| # | Imię i Nazwisko                   | Portret | Kadencja       | Kadencja      |
| # | Imię i Nazwisko                   | Portret | Od             | Do            |
| - | --------------------------------- | ------- | -------------- | ------------- |
| 1 | Jean-Denis Lanjuinais (1753–1827) |         | 4 czerwca 1815 | 13 lipca 1815 |

## Przewodniczący Izby Deputowanych w latach 1815–1830
| # | Imię i Nazwisko                        | Portret | Kadencja             | Kadencja         |
| # | Imię i Nazwisko                        | Portret | Od                   | Do               |
| - | -------------------------------------- | ------- | -------------------- | ---------------- |
| 1 | Joseph-Henri-Joachim Lainé (1768–1835) |         | 12 października 1815 | 5 września 1816  |
| 2 | Étienne-Denis Pasquier (1767–1862)     |         | 12 listopada 1816    | 19 stycznia 1817 |
| 3 | Hercule de Serre (1776–1824)           |         | 19 stycznia 1817     | 11 grudnia 1818  |
| 4 | Auguste Ravez (1770–1849)              |         | 11 grudnia 1818      | 5 listopada 1827 |
| 5 | Pierre Paul Royer-Collard (1763–1845)  |         | 25 lutego 1828       | 16 maja 1830     |

## Przewodniczący Izby Deputowanych w latach 1830–1848
| #   | Imię i Nazwisko                     | Portret | Kadencja          | Kadencja          |
| #   | Imię i Nazwisko                     | Portret | Od                | Do                |
| --- | ----------------------------------- | ------- | ----------------- | ----------------- |
| 1   | Casimir Pierre Perier (1777–1832)   |         | 6 sierpnia 1830   | 21 sierpnia 1830  |
| 2   | Jacques Laffitte (1767–1844)        |         | 21 sierpnia 1830  | 11 listopada 1830 |
| (1) | Casimir Pierre Perier (1777–1832)   |         | 11 listopada 1830 | 31 maja 1831      |
| 3   | Amédée Girod de l’Ain (1781–1847)   |         | 1 sierpnia 1831   | 28 kwietnia 1832  |
| 4   | André Dupin (1783–1865)             |         | 29 kwietnia 1832  | 2 lutego 1839     |
| 5   | Hippolyte Passy (1793–1880)         |         | 16 kwietnia 1839  | 12 maja 1839      |
| 6   | Paul Jean Pierre Sauzet (1800–1876) |         | 13 maja 1839      | 24 lutego 1848    |

## Przewodniczący Zgromadzenia Narodowego w latach 1848–1849
| # | Imię i Nazwisko                           | Portret | Kadencja        | Kadencja        | Partia polityczna | Partia polityczna        |
| # | Imię i Nazwisko                           | Portret | Od              | Do              | Partia polityczna | Partia polityczna        |
| - | ----------------------------------------- | ------- | --------------- | --------------- | ----------------- | ------------------------ |
| 1 | Philippe Buchez (1796–1865)               |         | 5 maja 1848     | 5 czerwca 1848  |                   | bezpartyjny              |
| 2 | Jules Senard (1800–1885)                  |         | 5 czerwca 1848  | 29 czerwca 1848 |                   | Umiarkowani republikanie |
| 3 | Pierre Marie de Saint-Georges (1795–1870) |         | 29 czerwca 1848 | 19 lipca 1848   |                   | Umiarkowani republikanie |
| 4 | Armand Marrast (1801–1852)                |         | 19 lipca 1848   | 26 maja 1849    |                   | Umiarkowani republikanie |

## Przewodniczący Narodowego Zgromadzenia Ustawodawczego w latach 1849–1851
| # | Imię i Nazwisko         | Portret | Kadencja       | Kadencja       | Partia polityczna | Partia polityczna |
| # | Imię i Nazwisko         | Portret | Od             | Do             | Partia polityczna | Partia polityczna |
| - | ----------------------- | ------- | -------------- | -------------- | ----------------- | ----------------- |
| 1 | André Dupin (1783–1865) |         | 1 czerwca 1849 | 2 grudnia 1851 |                   | Orleanizm         |

## Przewodniczący Korpusu Legislacyjnego w latach 1852–1870
| # | Imię i Nazwisko                         | Portret | Kadencja          | Kadencja          | Partia polityczna | Partia polityczna |
| # | Imię i Nazwisko                         | Portret | Od                | Do                | Partia polityczna | Partia polityczna |
| - | --------------------------------------- | ------- | ----------------- | ----------------- | ----------------- | ----------------- |
| 1 | Adolphe Billault (1805–1863)            |         | 9 marca 1852      | 12 listopada 1854 |                   | Bonapartyści      |
| 2 | Charles de Morny (1811–1865)            |         | 12 listopada 1854 | 10 marca 1865     |                   | Bonapartyści      |
| 3 | Aleksander Colonna-Walewski (1810–1868) |         | 1 września 1865   | 29 marca 1867     |                   | Bonapartyści      |
| 4 | Eugène Schneider (1805–1875)            |         | 2 kwietnia 1867   | 4 września 1870   |                   | Bonapartyści      |

## Przewodniczący Zgromadzenia Narodowego w latach 1871–1876
| # | Imię i Nazwisko                         | Portret | Kadencja        | Kadencja        | Partia polityczna | Partia polityczna        |
| # | Imię i Nazwisko                         | Portret | Od              | Do              | Partia polityczna | Partia polityczna        |
| - | --------------------------------------- | ------- | --------------- | --------------- | ----------------- | ------------------------ |
| 1 | Jules Grévy (1807–1891)                 |         | 16 lutego 1871  | 2 kwietnia 1873 |                   | Umiarkowani republikanie |
| 2 | Louis Buffet (1818–1898)                |         | 4 kwietnia 1873 | 2 marca 1875    |                   | umiarkowany rojalista    |
| 3 | Gaston d'Audiffret-Pasquier (1823–1905) |         | 15 marca 1875   | 6 marca 1876    |                   | umiarkowany rojalista    |

## Przewodniczący Izby Deputowanych w latach 1876–1940
| #    | Imię i Nazwisko                 | Portret                            | Kadencja          | Kadencja             | Partia polityczna | Partia polityczna                  |
| #    | Imię i Nazwisko                 | Portret                            | Od                | Do                   | Partia polityczna | Partia polityczna                  |
| ---- | ------------------------------- | ---------------------------------- | ----------------- | -------------------- | ----------------- | ---------------------------------- |
| 1    | Jules Grévy (1807–1891)         |                                    | 13 marca 1876     | 30 stycznia 1879     |                   | Umiarkowani republikanie           |
| 2    | Léon Gambetta (1838–1882)       |                                    | 31 stycznia 1879  | 27 października 1881 |                   | Unia Republikańska                 |
| 3    | Henri Brisson (1835–1912)       |                                    | 3 listopada 1881  | 7 kwietnia 1885      |                   | Unia Republikańska                 |
| 4    | Charles Floquet (1828–1896)     |                                    | 8 kwietnia 1885   | 3 kwietnia 1888      |                   | Radykalny Republikanin             |
| 5    | Jules Méline (1838–1925)        |                                    | 4 kwietnia 1888   | 11 listopada 1889    |                   | Umiarkowani republikanie           |
| (4)  | Charles Floquet (1828–1896)     |                                    | 16 listopada 1889 | 10 stycznia 1893     |                   | Radykalny Republikanin             |
| 6    | Jean Casimir-Périer (1847–1907) |                                    | 10 stycznia 1893  | 3 grudnia 1893       |                   | Umiarkowani republikanie           |
| 7    | Charles Dupuy (1851–1923)       |                                    | 5 grudnia 1893    | 30 maja 1894         |                   | Umiarkowani republikanie           |
| (6)  | Jean Casimir-Périer (1847–1907) |                                    | 2 czerwca 1894    | 27 czerwca 1894      |                   | Umiarkowani republikanie           |
| 8    | Auguste Burdeau (1851–1894)     |                                    | 5 lipca 1894      | 12 grudnia 1894      |                   | Umiarkowani republikanie           |
| (3)  | Henri Brisson (1835–1912)       |                                    | 18 grudnia 1894   | 31 maja 1898         |                   | Radykalny Republikanin             |
| 9    | Paul Deschanel (1856–1922)      |                                    | 9 czerwca 1898    | 31 maja 1902         |                   | Umiarkowani republikanie           |
| 9    | Paul Deschanel (1856–1922)      | Demokratyczny Sojusz Republikański | 9 czerwca 1898    | 31 maja 1902         |                   |                                    |
| 10   | Léon Bourgeois (1851–1925)      |                                    | 10 czerwca 1902   | 12 stycznia 1904     |                   | PRRRS                              |
| (3)  | Henri Brisson (1835–1912)       |                                    | 12 stycznia 1904  | 10 stycznia 1905     |                   | PRRRS                              |
| 11   | Paul Doumer (1857–1932)         |                                    | 10 stycznia 1905  | 31 maja 1906         |                   | PRRRS                              |
| (3)  | Henri Brisson (1835–1912)       |                                    | 8 czerwca 1906    | 13 kwietnia 1912     |                   | PRRRS                              |
| (9)  | Paul Deschanel (1856–1922)      |                                    | 23 maja 1912      | 10 lutego 1920       |                   | Demokratyczny Sojusz Republikański |
| 12   | Raoul Péret (1870–1942)         |                                    | 12 lutego 1920    | 31 maja 1924         |                   | Demokratyczny Sojusz Republikański |
| 13   | Paul Painlevé (1863–1933)       |                                    | 9 czerwca 1924    | 21 kwietnia 1925     |                   | PRS                                |
| 14   | Édouard Herriot (1872–1957)     |                                    | 22 kwietnia 1925  | 20 lipca 1926        |                   | PRRRS                              |
| (12) | Raoul Péret (1870–1942)         |                                    | 22 lipca 1926     | 10 stycznia 1927     |                   | Demokratyczny Sojusz Republikański |
| 15   | Fernand Bouisson (1874–1959)    |                                    | 11 stycznia 1927  | 31 maja 1936         |                   | PRS                                |
| (14) | Édouard Herriot (1872–1957)     |                                    | 4 czerwca 1936    | 9 lipca 1940         |                   | PRRRS                              |

## Przewodniczący Tymczasowego Zgromadzenia Konsultacyjnego w latach 1943–1945
| # | Imię i Nazwisko         | Portret | Kadencja          | Kadencja        | Partia polityczna | Partia polityczna |
| # | Imię i Nazwisko         | Portret | Od                | Do              | Partia polityczna | Partia polityczna |
| - | ----------------------- | ------- | ----------------- | --------------- | ----------------- | ----------------- |
| 1 | Félix Gouin (1884–1977) |         | 10 listopada 1943 | 3 sierpnia 1945 |                   | SFIO              |

## Przewodniczący Zgromadzenia Ustawodawczego w latach 1945–1946
| # | Imię i Nazwisko            | Portret | Kadencja         | Kadencja          | Partia polityczna | Partia polityczna |
| # | Imię i Nazwisko            | Portret | Od               | Do                | Partia polityczna | Partia polityczna |
| - | -------------------------- | ------- | ---------------- | ----------------- | ----------------- | ----------------- |
| 1 | Félix Gouin (1884–1977)    |         | 6 listopada 1945 | 10 czerwca 1946   |                   | SFIO              |
| 2 | Vincent Auriol (1884–1966) |         | 11 czerwca 1946  | 27 listopada 1946 |                   | SFIO              |

## Przewodniczący Zgromadzenia Narodowego w latach 1946–1958
| # | Imię i Nazwisko              | Portret | Kadencja         | Kadencja            | Partia polityczna | Partia polityczna |
| # | Imię i Nazwisko              | Portret | Od               | Do                  | Partia polityczna | Partia polityczna |
| - | ---------------------------- | ------- | ---------------- | ------------------- | ----------------- | ----------------- |
| 1 | Vincent Auriol (1884–1966)   |         | 3 grudnia 1946   | 20 stycznia 1947    |                   | SFIO              |
| 2 | Édouard Herriot (1872–1957)  |         | 21 stycznia 1947 | 11 stycznia 1954    |                   | PRRRS             |
| 3 | André Le Troquer (1884–1963) |         | 12 stycznia 1954 | 10 stycznia 1955    |                   | SFIO              |
| 4 | Pierre Schneiter (1884–1963) |         | 11 stycznia 1955 | 2 grudnia 1955      |                   | MRP               |
| 3 | André Le Troquer (1884–1963) |         | 24 stycznia 1956 | 4 października 1958 |                   | SFIO              |

## Przewodniczący Zgromadzenia Narodowego, 1958–
- tymczasowo

| #   | Imię i Nazwisko                   | Portret | Kadencja         | Kadencja         | Partia polityczna | Partia polityczna |
| #   | Imię i Nazwisko                   | Portret | Od               | Do               | Partia polityczna | Partia polityczna |
| --- | --------------------------------- | ------- | ---------------- | ---------------- | ----------------- | ----------------- |
| 1   | Jacques Chaban-Delmas (1915–2000) |         | 9 grudnia 1958   | 20 czerwca 1969  |                   | UNR /UDR          |
| 2   | Achille Peretti (1911–1983)       |         | 25 czerwca 1969  | 1 kwietnia 1973  |                   | UDR               |
| 3   | Edgar Faure (1908–1988)           |         | 2 kwietnia 1973  | 2 kwietnia 1978  |                   | UDR/RPR           |
| (1) | Jacques Chaban-Delmas (1915–2000) |         | 3 kwietnia 1978  | 21 maja 1981     |                   | RPR               |
| 4   | Louis Mermaz (1931–2024)          |         | 2 lipca 1981     | 1 kwietnia 1986  |                   | PS                |
| (1) | Jacques Chaban-Delmas (1915–2000) |         | 2 kwietnia 1986  | 1 kwietnia 1988  |                   | RPR               |
| 5   | Laurent Fabius (ur. 1946)         |         | 23 czerwca 1988  | 21 stycznia 1992 |                   | PS                |
| 6   | Henri Emmanuelli (1945–2017)      |         | 22 stycznia 1992 | 1 kwietnia 1993  |                   | PS                |
| 7   | Philippe Séguin (1943–2010)       |         | 2 kwietnia 1993  | 21 kwietnia 1997 |                   | RPR               |
| (5) | Laurent Fabius (ur. 1946)         |         | 12 czerwca 1997  | 27 marca 2000    |                   | PS                |
| 8   | Raymond Forni (1941–2008)         |         | 29 marca 2000    | 18 czerwca 2002  |                   | PS                |
| 9   | Jean-Louis Debré (1944–2025)      |         | 24 czerwca 2002  | 4 marca 2007     |                   | UMP               |
| –   | Yves Bur (ur. 1951)               |         | 4 marca 2007     | 7 marca 2007     |                   | UMP               |
| 10  | Patrick Ollier (ur. 1944)         |         | 7 marca 2007     | 19 czerwca 2007  |                   | UMP               |
| 11  | Bernard Accoyer (ur. 1945)        |         | 26 czerwca 2007  | 19 czerwca 2012  |                   | UMP               |
| 12  | Claude Bartolone (ur. 1951)       |         | 26 czerwca 2012  | 20 czerwca 2017  |                   | PS                |
| 13  | François de Rugy (ur. 1973)       |         | 27 czerwca 2017  | 4 września 2018  |                   | EM !              |
| –   | Carole Bureau-Bonnard (ur. 1965)  |         | 4 września 2018  | 12 września 2018 |                   | EM !              |
| 14  | Richard Ferrand (ur. 1962)        |         | 12 września 2018 | 21 czerwca 2022  |                   | EM !              |
| 15  | Yaël Braun-Pivet (ur. 1970)       |         | 28 czerwca 2022  | nadal            |                   | EM !              |